# تورنالا
تورنالا (بالإنجليزية: Tornaľa)‏ هي بلدة وmunicipality of Slovakia تقع في سلوفاكيا في Revúca District.[بحاجة لمصدر] يقدر عدد سكانها بـ 7,991 نسمة .

## المدن التوأمة
مدينة Valea lui Mihai هي مدينة توأمة لـتورنالا.